# Джуваскит
Джуваскит — упразднённое село в Зейском районе Амурской области России. Исключено из учётных данных в 1984 году.

## География
Располагалось на правом берегу реки Джуваскит (приток Гилюя) ниже впадения в неё ручья Голубой, приблизительно в 34 км, по прямой, к северо-западу от села Золотая Гора.

## История
Решением Амурского исполкома от 29 августа 1984 года № 380, село Джуваскит исключено из учётных данных как несуществующее.